# Markus Henriksen
Markus Henriksen (Trondheim, 25 luglio 1992) è un ex calciatore norvegese, di ruolo centrocampista.

## Biografia
È il figlio di Trond Henriksen, ex calciatore del Rosenborg.

## Caratteristiche tecniche
Henriksen è un centrocampista centrale, con attitudine difensiva. Nonostante questo, è in grado di giocare il pallone, riuscendo sia ad impostare la manovra che a rendersi pericoloso con dei tiri dalla distanza.

## Carriera

### Club
Henriksen ha iniziato a giocare a calcio per una squadra locale di Trondheim, il Trond. Si è trasferito poi al Rosenborg, per diventarne un calciatore delle giovanili. Ha esordito in prima squadra durante il Norgesmesterskapet 2009, nella sfida contro lo Strindheim, gara nella quale il Rosenborg si impose per 7-1 in trasferta. Ha collezionato 3 apparizioni nell'Eliteserien 2009, la prima delle quali il 20 settembre, subentrando a Trond Olsen a pochi minuti dal termine della gara tra Rosenborg e Sandefjord, vinta dai primi 4-0. L'11 aprile 2010 ha realizzato la prima rete in campionato della sua carriera: ha siglato infatti il pareggio momentaneo della sua squadra contro l'Odd Grenland, con il Rosenborg che alla fine si è aggiudicato la contesa con il punteggio di 3-1.
Il 14 luglio 2010, ha esordito nella Champions League 2010-2011, sebbene nella gara di andata del primo turno preliminare, contro il Linfield e l'incontro si è concluso con uno 0-0. Nella gara di ritorno, disputatasi una settimana dopo, ha realizzato la rete del 2-0 finale. Dopo altre 4 apparizioni e altre 2 reti (rispettivamente contro l'AIK e il Copenaghen), il Rosenborg è retrocesso in Europa League, a causa dell'eliminazione dal terzo turno preliminare della Champions League da parte del Copenaghen. In questa competizione, ha esordito nella sconfitta per 4-0 contro il Bayer Leverkusen. A fine anno, si è aggiudicato il secondo campionato della sua carriera. Nel novembre del 2010 è stato inserito nella lista dei migliori calciatori nati dopo il 1989 stilata da Don Balón. Il 4 maggio 2012, in occasione di una sfida contro lo Stabæk, ha subito una commozione cerebrale ed è rimasto incosciente per mezzo minuto.
Il 31 agosto 2012, è stato ufficializzato il suo trasferimento all'AZ Alkmaar per 2 milioni di euro. Ha debuttato nell'Eredivisie il 16 settembre, sostituendo Maarten Martens nella vittoria per 4-0 sul Roda. Il 17 marzo 2013 è arrivata la prima rete nella massima divisione olandese, nella sconfitta per 2-3 contro l'Ajax.
Il 31 agosto 2016, ultimo giorno del calciomercato estivo, è passato all'Hull City con la formula del prestito, il trasferimento diventa poi definitivo il 6 gennaio 2017.
Il 31 gennaio 2020, ultimo giorno del calciomercato invernale, è passato in prestito al Bristol City fino al termine della stagione.
Il 27 settembre 2020 ha fatto fa ritorno al Rosenborg: ha firmato un contratto valido fino al 31 dicembre 2024. A seguito della partenza di Tore Reginiussen, il 2 febbraio 2021 è stato nominato nuovo capitano del Rosenborg.

### Nazionale
Henriksen ha giocato in tutte le nazionali di categoria del suo paese. Ha giocato 3 partite per la Norvegia under 19, tutte valide per le qualificazioni al campionato europeo Under-19 2010, segnando anche una rete ai danni della nazionale Under-19 di Andorra. Ha esordito per la Norvegia under 21 nella sconfitta per 4-1 contro la Croazia under 21: Henriksen ha segnato però la rete della bandiera per gli scandinavi.
Il 28 settembre 2010, si è guadagnato la prima convocazione in nazionale maggiore, per le sfide della Norvegia contro Cipro e Croazia. Ha debuttato il 12 ottobre 2010, quando è stato titolare nella sconfitta in amichevole per 2-1 contro la Croazia.
Il 7 maggio 2013 è incluso nella lista provvisoria consegnata all'UEFA dal commissario tecnico Tor Ole Skullerud in vista del campionato europeo Under-21 2013. Il 22 maggio, il suo nome è stato escluso dall'elenco dei 23 calciatori scelti per la manifestazione, a causa dei suoi impegni con la nazionale maggiore. Il 27 maggio, però, è stato inserito nuovamente nella lista dei convocati, a causa dell'infortunio subito da Alexander Groven. La selezione norvegese ha superato la fase a gironi, per poi venire eliminata dalla Spagna under 21 in semifinale. In base al regolamento, la Norvegia ricevette la medaglia di bronzo in ex aequo con i Paesi Bassi, altra semifinalista battuta.
Il 29 maggio 2016 ha giocato la 25ª partita in nazionale maggiore, ricevendo così il Gullklokka.

## Statistiche

### Presenze e reti nei club
Statistiche aggiornate al 2 febbraio 2021.
| Stagione          | Club              | Campionato        | Campionato | Campionato | Coppe nazionali | Coppe nazionali | Coppe nazionali | Coppe continentali | Coppe continentali | Coppe continentali | Supercoppe | Supercoppe | Supercoppe | Totale | Totale |
| Stagione          | Club              | Comp              | Pres       | Reti       | Comp            | Pres            | Reti            | Comp               | Pres               | Reti               | Comp       | Pres       | Reti       | Pres   | Reti   |
| ----------------- | ----------------- | ----------------- | ---------- | ---------- | --------------- | --------------- | --------------- | ------------------ | ------------------ | ------------------ | ---------- | ---------- | ---------- | ------ | ------ |
| 2009              | Rosenborg         | ES                | 3          | 0          | CN              | 2               | 0               | UEL                | 0                  | 0                  | -          | -          | -          | 5      | 0      |
| 2010              | Rosenborg         | ES                | 28         | 7          | CN              | 5               | 3               | UCL+UEL            | 6+6                | 3+1                | SN         | 1          | 0          | 42     | 14     |
| 2011              | Rosenborg         | ES                | 29         | 3          | CN              | 3               | 0               | UCL+UEL            | 4+2                | 1+1                | -          | -          | -          | 38     | 5      |
| gen.-ago. 2012    | Rosenborg         | ES                | 18         | 1          | CN              | 3               | 3               | UEL                | 7                  | 0                  | -          | -          | -          | 28     | 4      |
| ago. 2012-2013    | AZ Alkmaar        | ED                | 29         | 3          | CO              | 6               | 0               | UEL                | -                  | -                  | -          | -          | -          | 35     | 3      |
| 2013-2014         | AZ Alkmaar        | ED                | 30         | 2          | CO              | 3               | 0               | UEL                | 5                  | 0                  | SO         | 1          | 0          | 39     | 2      |
| 2014-2015         | AZ Alkmaar        | ED                | 22         | 7          | CO              | 2               | 0               | -                  | -                  | -                  |            | -          | -          | 24     | 7      |
| 2015-2016         | AZ Alkmaar        | ED                | 28         | 12         | CO              | 4               | 3               | UEL                | 9                  | 4                  |            | -          | -          | 41     | 19     |
| lug.-ago. 2016    | AZ Alkmaar        | ED                | 3          | 2          | CO              | 0               | 0               | UEL                | 4                  | 0                  |            | -          | -          | 7      | 2      |
| Totale AZ Alkmaar | Totale AZ Alkmaar | Totale AZ Alkmaar | 112        | 26         |                 | 15              | 3               |                    | 18                 | 4                  |            | 1          | 0          | 146    | 33     |
| ago. 2016-2017    | Hull City         | PL                | 15         | 0          | FACup+CdL       | 1+4             | 0+1             | -                  | -                  | -                  | -          | -          | -          | 20     | 1      |
| 2017-2018         | Hull City         | FLC               | 31         | 2          | FACup+CdL       | 2+0             | 0               | -                  | -                  | -                  | -          | -          | -          | 33     | 2      |
| 2018-2019         | Hull City         | FLC               | 39         | 2          | FACup+CdL       | 0               | 0               | -                  | -                  | -                  | -          | -          | -          | 39     | 2      |
| 2019-gen. 2020    | Hull City         | FLC               | 0          | 0          | FACup+CdL       | 0               | 0               | -                  | -                  | -                  | -          | -          | -          | 0      | 0      |
| Totale Hull City  | Totale Hull City  | Totale Hull City  | 85         | 4          |                 | 3+4             | 0+1             |                    | -                  | -                  |            | -          | -          | 92     | 5      |
| gen.-giu. 2020    | Bristol City      | FLC               | 4          | 0          | FACup+CdL       | -               | -               | -                  | -                  | -                  | -          | -          | -          | 4      | 0      |
| set.-dic. 2020    | Rosenborg         | ES                | 9          | 0          | -               | -               | -               | UEL                | 1                  | 0                  | -          | -          | -          | 10     | 0      |
| Totale Rosenborg  | Totale Rosenborg  | Totale Rosenborg  | 88         | 11         |                 | 13              | 6               |                    | 26                 | 6                  |            | 1          | 0          | 127    | 23     |
| Totale Carriera   | Totale Carriera   | Totale Carriera   | 288        | 41         |                 | 35              | 10              |                    | 44                 | 10                 |            | 2          | 0          | 369    | 61     |

### Cronologia presenze e reti in nazionale
| Cronologia completa delle presenze e delle reti in nazionale ― Norvegia | Cronologia completa delle presenze e delle reti in nazionale ― Norvegia | Cronologia completa delle presenze e delle reti in nazionale ― Norvegia | Cronologia completa delle presenze e delle reti in nazionale ― Norvegia | Cronologia completa delle presenze e delle reti in nazionale ― Norvegia | Cronologia completa delle presenze e delle reti in nazionale ― Norvegia | Cronologia completa delle presenze e delle reti in nazionale ― Norvegia | Cronologia completa delle presenze e delle reti in nazionale ― Norvegia |
| Data                                                                    | Città                                                                   | In casa                                                                 | Risultato                                                               | Ospiti                                                                  | Competizione                                                            | Reti                                                                    | Note                                                                    |
| ----------------------------------------------------------------------- | ----------------------------------------------------------------------- | ----------------------------------------------------------------------- | ----------------------------------------------------------------------- | ----------------------------------------------------------------------- | ----------------------------------------------------------------------- | ----------------------------------------------------------------------- | ----------------------------------------------------------------------- |
| 12-10-2010                                                              | Zagabria                                                                | Croazia                                                                 | 2 – 1                                                                   | Norvegia                                                                | Amichevole                                                              | -                                                                       | 46’                                                                     |
| 4-6-2011                                                                | Lisbona                                                                 | Portogallo                                                              | 1 – 0                                                                   | Norvegia                                                                | Qual. Euro 2012                                                         | -                                                                       | 83’                                                                     |
| 15-1-2012                                                               | Bangkok                                                                 | Danimarca                                                               | 1 – 1                                                                   | Norvegia                                                                | Amichevole                                                              | -                                                                       |                                                                         |
| 18-1-2012                                                               | Bangkok                                                                 | Thailandia                                                              | 0 – 1                                                                   | Norvegia                                                                | Amichevole                                                              | -                                                                       |                                                                         |
| 21-1-2012                                                               | Bangkok                                                                 | Corea del Sud                                                           | 3 – 0                                                                   | Norvegia                                                                | Amichevole                                                              | -                                                                       |                                                                         |
| 29-2-2012                                                               | Belfast                                                                 | Irlanda del Nord                                                        | 0 – 3                                                                   | Norvegia                                                                | Amichevole                                                              | -                                                                       | 78’                                                                     |
| 26-5-2012                                                               | Oslo                                                                    | Norvegia                                                                | 0 – 1                                                                   | Inghilterra                                                             | Amichevole                                                              | -                                                                       | 84’                                                                     |
| 2-6-2012                                                                | Oslo                                                                    | Norvegia                                                                | 1 – 1                                                                   | Croazia                                                                 | Amichevole                                                              | -                                                                       | 71’                                                                     |
| 15-8-2012                                                               | Oslo                                                                    | Norvegia                                                                | 2 – 3                                                                   | Grecia                                                                  | Amichevole                                                              | -                                                                       | 46’                                                                     |
| 7-9-2012                                                                | Reykjavík                                                               | Islanda                                                                 | 2 – 0                                                                   | Norvegia                                                                | Qual. Mondiali 2014                                                     | -                                                                       | 90’                                                                     |
| 11-9-2012                                                               | Oslo                                                                    | Norvegia                                                                | 2 – 1                                                                   | Slovenia                                                                | Qual. Mondiali 2014                                                     | 1                                                                       |                                                                         |
| 12-10-2012                                                              | Berna                                                                   | Svizzera                                                                | 1 – 1                                                                   | Norvegia                                                                | Qual. Mondiali 2014                                                     | -                                                                       |                                                                         |
| 16-10-2012                                                              | Larnaca                                                                 | Cipro                                                                   | 1 – 3                                                                   | Norvegia                                                                | Qual. Mondiali 2014                                                     | -                                                                       |                                                                         |
| 14-11-2012                                                              | Budapest                                                                | Ungheria                                                                | 0 – 2                                                                   | Norvegia                                                                | Amichevole                                                              | -                                                                       | 61’                                                                     |
| 7-2-2013                                                                | Siviglia                                                                | Ucraina                                                                 | 2 – 0                                                                   | Norvegia                                                                | Amichevole                                                              | -                                                                       |                                                                         |
| 22-3-2013                                                               | Oslo                                                                    | Norvegia                                                                | 0 – 1                                                                   | Albania                                                                 | Qual. Mondiali 2014                                                     | -                                                                       |                                                                         |
| 7-6-2013                                                                | Oslo                                                                    | Albania                                                                 | 1 – 1                                                                   | Norvegia                                                                | Qual. Mondiali 2014                                                     | -                                                                       |                                                                         |
| 14-8-2013                                                               | Solna                                                                   | Svezia                                                                  | 4 – 2                                                                   | Norvegia                                                                | Amichevole                                                              | -                                                                       | 46’                                                                     |
| 3-9-2015                                                                | Sofia                                                                   | Bulgaria                                                                | 0 – 1                                                                   | Norvegia                                                                | Qual. Euro 2016                                                         | -                                                                       |                                                                         |
| 6-9-2015                                                                | Oslo                                                                    | Norvegia                                                                | 2 – 0                                                                   | Croazia                                                                 | Qual. Euro 2016                                                         | -                                                                       |                                                                         |
| 10-10-2015                                                              | Oslo                                                                    | Norvegia                                                                | 2 – 0                                                                   | Malta                                                                   | Qual. Euro 2016                                                         | -                                                                       |                                                                         |
| 13-10-2015                                                              | Roma                                                                    | Italia                                                                  | 2 – 1                                                                   | Norvegia                                                                | Qual. Euro 2016                                                         | -                                                                       |                                                                         |
| 12-11-2015                                                              | Oslo                                                                    | Norvegia                                                                | 0 – 1                                                                   | Ungheria                                                                | Qual. Euro 2016                                                         | -                                                                       |                                                                         |
| 15-11-2015                                                              | Budapest                                                                | Ungheria                                                                | 2 – 1                                                                   | Norvegia                                                                | Qual. Euro 2016                                                         | 1                                                                       |                                                                         |
| 29-5-2016                                                               | Porto                                                                   | Portogallo                                                              | 3 – 0                                                                   | Norvegia                                                                | Amichevole                                                              | -                                                                       |                                                                         |
| 1-6-2016                                                                | Oslo                                                                    | Norvegia                                                                | 3 – 2                                                                   | Islanda                                                                 | Amichevole                                                              | -                                                                       |                                                                         |
| 5-6-2016                                                                | Bruxelles                                                               | Belgio                                                                  | 3 – 2                                                                   | Norvegia                                                                | Amichevole                                                              | -                                                                       |                                                                         |
| 4-9-2016                                                                | Oslo                                                                    | Norvegia                                                                | 0 – 3                                                                   | Germania                                                                | Qual. Mondiali 2018                                                     | -                                                                       | 61’                                                                     |
| 8-10-2016                                                               | Baku                                                                    | Azerbaigian                                                             | 1 – 0                                                                   | Norvegia                                                                | Qual. Mondiali 2018                                                     | -                                                                       |                                                                         |
| 11-10-2016                                                              | Oslo                                                                    | Norvegia                                                                | 4 – 1                                                                   | San Marino                                                              | Qual. Mondiali 2018                                                     | -                                                                       | 42’ 46’                                                                 |
| 11-11-2016                                                              | Praga                                                                   | Rep. Ceca                                                               | 2 – 1                                                                   | Norvegia                                                                | Amichevole                                                              | -                                                                       | 61’                                                                     |
| 5-10-2017                                                               | Serravalle                                                              | San Marino                                                              | 0 – 8                                                                   | Norvegia                                                                | Qual. Mondiali 2018                                                     | 1                                                                       |                                                                         |
| 8-10-2017                                                               | Oslo                                                                    | Norvegia                                                                | 1 – 0                                                                   | Irlanda del Nord                                                        | Qual. Mondiali 2018                                                     | -                                                                       | 83’                                                                     |
| 11-11-2017                                                              | Skopje                                                                  | Macedonia                                                               | 2 – 0                                                                   | Norvegia                                                                | Amichevole                                                              | -                                                                       |                                                                         |
| 14-11-2017                                                              | Trnava                                                                  | Slovacchia                                                              | 1 – 0                                                                   | Norvegia                                                                | Amichevole                                                              | -                                                                       |                                                                         |
| 23-3-2018                                                               | Oslo                                                                    | Norvegia                                                                | 4 – 1                                                                   | Australia                                                               | Amichevole                                                              | -                                                                       |                                                                         |
| 26-3-2018                                                               | Elbasan                                                                 | Albania                                                                 | 0 – 1                                                                   | Norvegia                                                                | Amichevole                                                              | -                                                                       |                                                                         |
| 2-6-2018                                                                | Reykjavík                                                               | Islanda                                                                 | 2 – 3                                                                   | Norvegia                                                                | Amichevole                                                              | -                                                                       |                                                                         |
| 6-6-2018                                                                | Oslo                                                                    | Norvegia                                                                | 1 – 0                                                                   | Panama                                                                  | Amichevole                                                              | -                                                                       |                                                                         |
| 6-9-2018                                                                | Oslo                                                                    | Norvegia                                                                | 2 – 0                                                                   | Cipro                                                                   | UEFA Nations League 2018-2019 - 1º turno                                | -                                                                       |                                                                         |
| 9-9-2018                                                                | Sofia                                                                   | Bulgaria                                                                | 1 – 0                                                                   | Norvegia                                                                | UEFA Nations League 2018-2019 - 1º turno                                | -                                                                       | 45’                                                                     |
| 13-10-2018                                                              | Oslo                                                                    | Norvegia                                                                | 1 – 0                                                                   | Slovenia                                                                | UEFA Nations League 2018-2019 - 1º turno                                | -                                                                       |                                                                         |
| 16-10-2018                                                              | Oslo                                                                    | Norvegia                                                                | 1 – 0                                                                   | Bulgaria                                                                | UEFA Nations League 2018-2019 - 1º turno                                | -                                                                       |                                                                         |
| 16-11-2018                                                              | Lubiana                                                                 | Slovenia                                                                | 1 – 1                                                                   | Norvegia                                                                | UEFA Nations League 2018-2019 - 1º turno                                | -                                                                       |                                                                         |
| 19-11-2018                                                              | Nicosia                                                                 | Cipro                                                                   | 0 – 2                                                                   | Norvegia                                                                | UEFA Nations League 2018-2019 - 1º turno                                | -                                                                       |                                                                         |
| 23-3-2019                                                               | Valencia                                                                | Spagna                                                                  | 2 – 1                                                                   | Norvegia                                                                | Qual. Euro 2020                                                         | -                                                                       |                                                                         |
| 26-3-2019                                                               | Oslo                                                                    | Norvegia                                                                | 3 – 3                                                                   | Svezia                                                                  | Qual. Euro 2020                                                         | -                                                                       |                                                                         |
| 7-6-2019                                                                | Oslo                                                                    | Norvegia                                                                | 2 – 2                                                                   | Romania                                                                 | Qual. Euro 2020                                                         | -                                                                       |                                                                         |
| 10-6-2019                                                               | Tórshavn                                                                | Fær Øer                                                                 | 0 – 2                                                                   | Norvegia                                                                | Qual. Euro 2020                                                         | -                                                                       | 72’                                                                     |
| 8-9-2019                                                                | Solna                                                                   | Svezia                                                                  | 1 – 1                                                                   | Norvegia                                                                | Qual. Euro 2020                                                         | -                                                                       | 44’ 64’                                                                 |
| 12-10-2019                                                              | Oslo                                                                    | Norvegia                                                                | 1 – 1                                                                   | Spagna                                                                  | Qual. Euro 2020                                                         | -                                                                       | 83’                                                                     |
| 15-10-2019                                                              | Bucarest                                                                | Romania                                                                 | 1 – 1                                                                   | Norvegia                                                                | Qual. Euro 2020                                                         | -                                                                       | 81’                                                                     |
| 15-11-2019                                                              | Oslo                                                                    | Norvegia                                                                | 4 – 0                                                                   | Fær Øer                                                                 | Qual. Euro 2020                                                         | -                                                                       | 71’                                                                     |
| 18-11-2019                                                              | Ta' Qali                                                                | Malta                                                                   | 1 – 2                                                                   | Norvegia                                                                | Qual. Euro 2020                                                         | -                                                                       |                                                                         |
| 4-9-2020                                                                | Oslo                                                                    | Norvegia                                                                | 1 – 2                                                                   | Austria                                                                 | UEFA Nations League 2020-2021 - 1º turno                                | -                                                                       | 68’                                                                     |
| 7-9-2020                                                                | Belfast                                                                 | Irlanda del Nord                                                        | 1 – 5                                                                   | Norvegia                                                                | UEFA Nations League 2020-2021 - 1º turno                                | -                                                                       |                                                                         |
| 8-10-2020                                                               | Oslo                                                                    | Norvegia                                                                | 1 – 2 dts                                                               | Serbia                                                                  | Qual. Euro 2020                                                         | -                                                                       | 46’                                                                     |
| 14-10-2020                                                              | Oslo                                                                    | Norvegia                                                                | 1 – 0                                                                   | Irlanda del Nord                                                        | UEFA Nations League 2020-2021 - 1º turno                                | -                                                                       | 87’                                                                     |
| Totale                                                                  |                                                                         | Presenze                                                                | 58                                                                      |                                                                         | Reti                                                                    | 3                                                                       |                                                                         |

## Palmarès

### Club

#### Competizioni giovanili
- Norgesmesterskapet G19: 1

Rosenborg: 2009

#### Competizioni nazionali
- Campionato norvegese: 2

Rosenborg: 2009, 2010
- Superfinalen: 1

Rosenborg: 2010
- Coppa dei Paesi Bassi: 1

AZ Alkmaar: 2012-2013

### Individuale
- Gullklokka: 1

2016